# Командное чемпионство шести человек NEVER в открытом весе
Командное чемпионство шести человек NEVER в открытом весе (яп. NEVER無差別級6人タッグ王座) — является командным чемпионским титулом по рестлингу, которым владеет японский рестлинг-промоушн New Japan Pro-Wrestling (NJPW).
Титул был анонсирован 21 декабря 2015 года, а первые чемпионы были коронованы 4 января 2016 года. Благодаря отношениям NJPW с Ring of Honor (ROH), титул также защищался в американском промоушене. Титул разыгрывается командами из трёх рестлеров и является первым титулом такого рода в истории NJPW. Открытый характер титула означает, что претендовать на него могут как тяжёловесы, так и полутяжёловесы.

## История
11 декабря 2015 года NJPW объявила, что на Wrestle Kingdom 10 в «Токио Доум» 4 января 2016 года трио из Bullet Club в составе Бэд Лак Фале, Тамы Тонги и Юдзиро Такахаси выступит против Тору Яно и двух таинственных партнеров. Восемь дней спустя Яно объявил, что его партнеры — это команда из Ring of Honor (ROH) «Братья Бриско» (Джей Бриско и Марк Бриско). 21 декабря NJPW добавила, что матч состоится за недавно созданный командный чемпионат 6-и человек NEVER в открытом весе, первый титул промоушена для трио. В названии титула использовался акроним NEVER, который расшифровывался как «New Blood», «Evolution», «Valiantly», «Eternal» и «Radical» и представлял собой серию шоу NJPW, на которых выступали молодые перспективные таланты и рестлеры, которые не имели контракта с NJPW. Проект был официально анонсирован 12 июля 2010 года, первое шоу прошло 24 августа 2010 года. Это второй титул, носящий название NEVER, после чемпионата NEVER в открытом весе, который был представлен в ноябре 2012 года. 4 января 2016 года Тору Яно и «Братья Бриско» победили Бэд Лак Фале, Таму Тонгу и Юдзиро Такахаси и стали первыми в истории обладателями титула.